# Абель Ґанс
А́бель Ґанс (фр. Abel Gance, справжнє ім'я Ежен Александр Перетон, 25 жовтня 1889, Париж — 10 листопада 1981, там само) — французький кінорежисер, актор.

## Біографія
Позашлюбний син заможного лікаря Абеля Фламанта і Франсуази Перетон. Мати була одружена з Адольфом Ґансом.
Перш ніж зробити кар'єру актора в театрі і кіно, Ґанс працював помічником адвоката. З 1908 року Абель Ґанс виступав в театрах Парижа, Брюсселя). Написав дві трагедії. В кіно дебютував у 1909 році як актор у фільмі Леонса Перре «Мольєр». Написав книгу поем «Палець на клавіатурі». Потім захопився написанням сценаріїв. Першу стрічку, «Гребля» (La Digue), зняв в 1911 році. У цей період Ґанс написав сценарій і, використовуючи спотворюючі лінзи і дзеркала для створення ефекту галюцинацій, зняв короткометражний фільм «Безумство доктора Тюба» (1915) про маячні видіння ученого. Він також продовжував створювати фільми і експериментувати з освітленням, монтажем і камерою. Після провалу цього фільму поставив ще десяток картин. Серед них багатосерійний фільм «Барбаросса» отримав популярність у глядачів.
Був партнером Макса Ліндера у багатьох фільмах. У 1910 році пише сценарії для Луї Фейяда, Альбера Капеллані, Каміла де Марлона.
У 1914 роцу Ґанса було мобілізовано до армії. Знімав пропагандистські фільми («Героїзм Падді» (1915), «Страс і компанія» (1915), «Смертоносні гази» (1916)).
До найбільш значимих фільмів Ґанса, знятих після 1917 року, можна віднести «Матір скорботну (Mater Dolorosa)», «Десяту симфонію», «Я звинувачую», «Колесо».
У 1927 році ставить «Наполеон», де сам грав роль Сен-Жюста. Фільм задуманий як трилогія, але на наступні дві частини Ґанс не знаходить коштів. У 1929 році третя частину трилогії — «Наполеон на острові Св. Єлени» — поставив Лупу Пік. У 1936 стрічку було озвучено, а у 1971 вийшла на екрани друга, доповнена редакція. Англійському історикові Кевіну Браунлоу вдалося відтворити якнайповнішу версію, яка викликала фурор в Нью-Йорку у 1981 році.
«Критики охоче підкреслювали амбівалентность творчості Ґанса, де сусідами є пишність і убозтво, пихатість і ліризм, пафос і примітивний символізм, уява і технічна винахідливість, якою він нерідко зловживає, „достаток нововведень, разом з жалюгідними штампами і поганим смаком“». (Л. Муссінак)
Абель Ґанс був новатором у кіно; займався розробкою поліекрану та експериментував в області звуку. Зокрема, саме Ґанс у 1929 році першим сформулював поняття «Звукової перспективи», що передбачила появу стереофонії, а також «піктографії» (вживання статичних зображень для створення ілюзії реального простору, 1938) і «мажирами» (Magirama, з Н. Каплан, 1956).
Абель Ґанс є першим лауреатом національного Гран-прі в області кіно 1974 року.
Помер у 1981 році в Парижі від туберкульозу у віці 92-х років.

## Визнання і нагороди
- 1939 — Номінант на Film Festival/awards summary#Mussolini_Cup Mussolini Cup Венеційського кінофестивалю за фільм «Дама з камеліями» / La Dame aux camelias

## Фільмографія

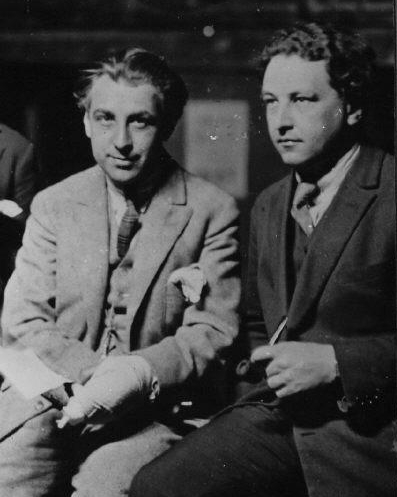
Абель Ганс з композитором Артуром Онеґґером, 1923

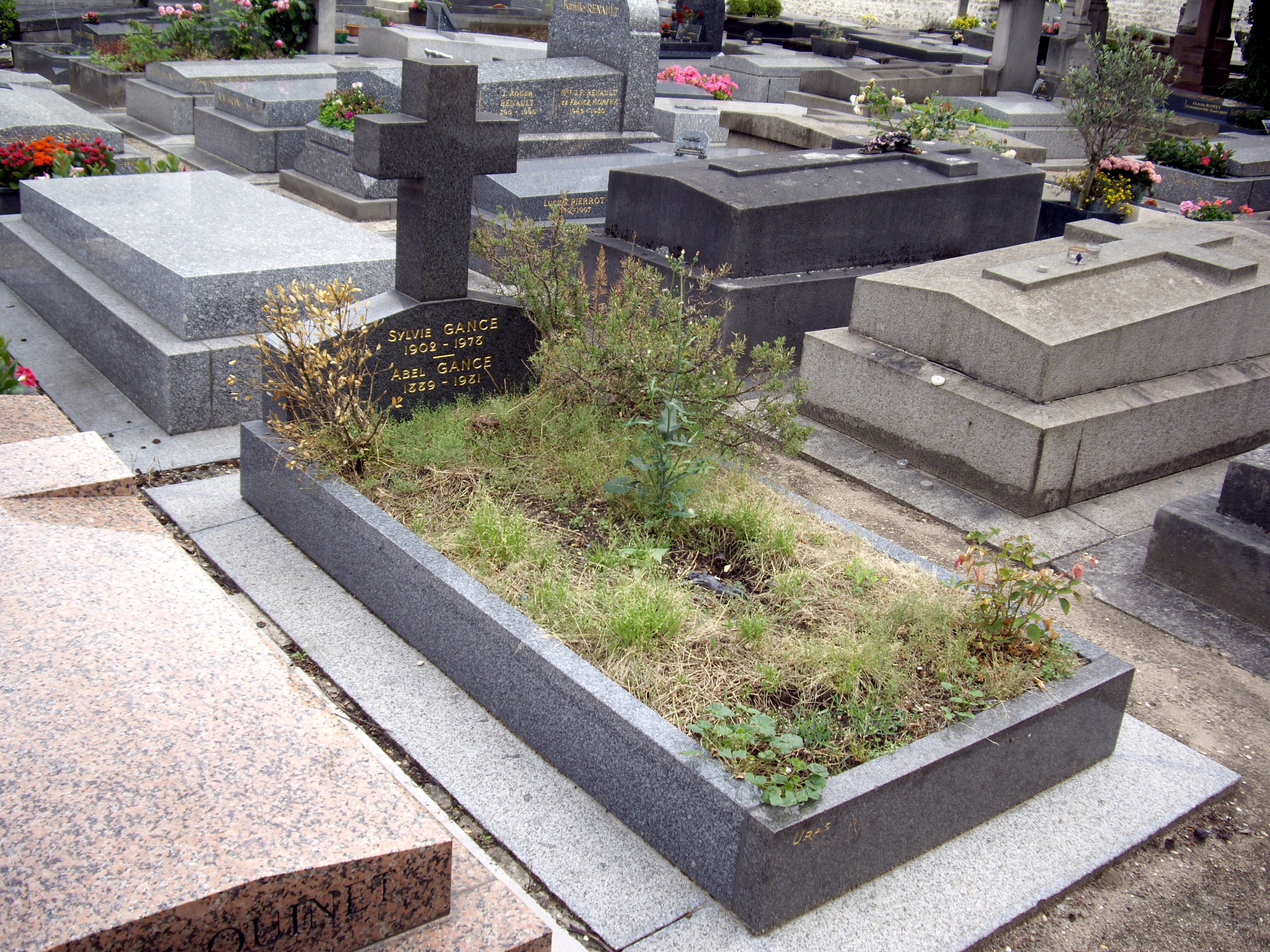
Могила Абеля Ганса на цвинтарі Cimetière d'Auteuil в Парижі

В цілому Абель Ґанс зняв понад сорок повнометражних ігрових фільмів, а також кілька експериментальних короткометражок.
- 1911 — Гребля / La Digue
- 1912 — Сліди на стелі / Il y a des pieds au plafond
- 1912 — Філософський камінь / La Pierre philosophe
- 1912 — Маска жаху / Le Masque d'horreur
- 1912 — Білий негр / Le Negre blanc
- 1915 — Квітка руїн / La Fleur des ruines
- 1915 — Безумство доктора Тюба / La Folie du docteur Tube
- 1915 — Загадка десяти годин / L'Enigme de dix heures
- 1915 — Героїзм Падді / L'Heroisme de Paddy
- 1915 — Страсс и компанія / Strass et Compagnie
- 1915 — Драма в замку д'Акр / Un drame au château d'Acre
- 1916 — Про що розповідають хвилі / Се que les flots racontent
- 1916 — Оздоби / Fioritures
- 1916 — Божевільний зі скелі / Le Fou de la falaise
- 1916 — Перископ / Le Périscope
- 1916 — Смертоносні гази / Les Gaz mortels
- 1917 — Барбаросса / Barberousse
- 1917 — Зона смерті / La Zone de la mort
- 1917 — Право на життя / Le Droit à la vie
- 1917 — Матір скорботна / Mater Dolorosa
- 1918 — Се людина / Ecce Homo
- 1918 — Десята симфонія / La Dixième Symphonie
- 1919 — Я звинувачую / J'accuse
- 1923 — Колесо / La Roue
- 1924 — На допомогу! / Au secours!
- 1927 — Наполеон / Napoléon
- 1928 — Марини і кристали / Marines et cristeaux (к/м)
- 1931 — Кінець світу / La fin du monde
- 1932 — Матір скорботна / Mater Dolorosa
- 1933 — Хазяїн кузні / Le Maître de forges (спільно з Фернаном Рівером)
- 1934 — Дама з камеліями / La Dame aux camélias (спільно з Фернаном Рівером)
- 1934 — Блазень / Poliche
- 1935 — Жером Перро, герой барикад / Jérôme Perreau héros des barricades
- 1935 — Роман про бідну молоду людину / Le Roman d'un jeune homme pauvre
- 1935 — Лукреція Борджіа / Lucrece Borgia
- 1935 — Наполеон Бонапарт / Napoléon Bonaparte
- 1937 — Велике кохання Бетховена / Un grand amour de Beethoven
- 1938 — Я звинувачую! / J'accuse
- 1938 — Викрадач жінок / Le voleur de femmes
- 1939 — Луїза / Louise
- 1940 — Втрачений рай / Paradis perdu
- 1941 — Сліпа Венера / Vénus aveugle
- 1943 — Капітан Фракасс / Le Capitaine Fracasse
- 1953 — Чотирнадцяте липня / Quatorze juillet (документальний)
- 1955 — Нельска вежа / La tour de Nesle
- 1956 — Мажирама / Magirama
- 1960 — Аустерліц / Austerlitz
- 1964 — Сірано і д'Артаньян / Cyrano et d'Artagnan
- 1966 — Марія Тюдор / Marie Tudor (ТБ)
- 1971 — Бонапарт і Революція / Bonaparte et la révolution

## Театральні постановки
- 1958, жовтень: «Собор попелу» / «La Cathédrale de cendres», за п'єсою Берти Домінгес Д. (ісп. Berta Dominguez D.), актори: Таня Балашова, Джанні Еспозіто[fr], Антуан Бальпетре, Роке Карбахо (ісп. Roque Carbajo) та ін., — Театр «Альянс Франсез», Париж[1][2]